# Althia
Vous lisez un « bon article » labellisé en 2025.
Althia chez Polybe, également connue sous le nom de Cartala chez Tite-Live, est la capitale de la tribu celtique des Olcades.
En 221 av. J.-C., l'armée punique en péninsule Ibérique est dirigée par le nouveau commandant Hannibal Barca, qui vient de succéder à Hasdrubal le Beau. Les Carthaginois mettent le siège devant la capitale des Olcades, puis prennent la ville d'assaut et la soumettent au pillage. L'année suivante, les survivants de la ville rejoignent une coalition menée par les Carpétans et tendent une embuscade qu'ils perdent contre l'armée punique.
Le peuple des Olcades est cité par trois sources antiques (Polybe, Strabon et Tite-Live) et par une source du Haut Moyen Âge (Étienne de Byzance). Tite-Live et Polybe ne mentionnent pas la ville sous le même nom, mais l'historiographie du XXe siècle a démontré qu'il s'agit bien de la même ville. Sa localisation reste incertaine en raison des difficultés à situer précisément le territoire des Olcades et de nombreuses hypothèses ont été avancées depuis le XVIe siècle. L'hypothèse privilégiée à la fin du XXe et au début du XXIe siècle est le site archéologique de Cerro de la Virgen de la Cuesta.

## Histoire

Campagnes d'Hannibal Barca en 221 av. J.-C.-220 av. J.-C. avec comme premier objectif le territoire des Olcades.

Zone d'influence carthaginoise en Ibérie avant la deuxième guerre punique, mais après l'expédition contre la capitale des Olcades.

Althia est la capitale des Olcades qui sont l'un des peuples les plus énigmatiques de l'Ibérie préromaine puisqu'ils ne sont mentionnés qu'à l'époque du commandant carthaginois Hannibal Barca, disparaissant ensuite des sources dans les périodes ultérieures. L'historiographie a théorisé diverses localisations de cette tribu au fil du temps, même s'il semble plus probable qu'ils aient peuplé les terres autour du haut Júcar dans l'actuelle province de Cuenca.
En 221 av. J.-C., les Olcades sont l'objectif de la première des campagnes carthaginoises dans la péninsule Ibérique, depuis la prise de commandement d'Hannibal Barca sur les troupes locales puniques, visant à étendre son contrôle aux territoires de la Meseta. Après l'assassinat de l'ancien commandant Hasdrubal le Beau par un esclave du chef des Olcades probablement près d'Althia, l'attaque carthaginoise prend un caractère d'opération punitive. L'armée carthaginoise établit un siège et la ville est rapidement prise grâce à l'énergie mise lors de l'attaque punique, d'après Polybe. La capitale est pillée avec probablement la mort et la capture d'une partie importante de la population et une destruction massive de la ville même si cette partie n'est évoquée que par Tite-Live. Les populations environnantes se soumettent. L'année suivante, en 220 av. J.-C., les Olcades qui ont pu fuir sont vaincus avec les Carpétans et les Vaccéens lors de la bataille du Tage. Enfin, avant de commencer son expédition en Italie lors de la deuxième guerre punique, Hannibal Barca envoie une bonne partie de la population des Olcades en Afrique pour renforcer les contingents qui défendent le territoire carthaginois.

## Toponymie
Plusieurs emplacements possibles sont proposés pour cette ville des Olcades, notamment du fait que Tite-Live la mentionne sous le nom de Cartala. Des historiens ont supposé l'existence de deux villes différentes. Cependant, la possibilité que les noms de Cartala et d'Althia  désignent deux villes différentes est actuellement exclue puisque les textes de Polybe et de Tite-Live sont pratiquement identiques et relatent le même événement : l'expédition d'Hannibal Barca contre les Olcades et la prise de leur capitale. Cartala provient certainement du terme grec κάρταλλος qui désigne l'expression « corbeille à fond pointu ». Mais il peut aussi venir du terme punique Qart qui signifie « ville », d'où le nom de Cartala utilisé par Tite-Live en décomposant de la manière suivante « Cart-Althia » (Cartala), qui fait référence à la manière dont les Carthaginois appellent cette population.

## Localisation

Propositions de localisation des Olcades et de leur capitale.

Les hypothèses sur la localisation d'Althia sont, dans une large mesure, déterminées par l'emplacement du peuple des Olcades lui-même. En raison du peu d'informations sur cette ville, au fil du temps, différents espaces sont proposés pour la ville et le territoire : La Alcarria, notamment pour l'archéologue et historien espagnol du XXe siècle Manuel Gómez-Moreno, la région d'Ocaña pour l'humaniste et grammairien espagnol de la fin du XVe et du début du XVIe siècle Antonio de Nebrija ou le chroniqueur espagnol de la même époque Florián de Ocampo, la côte méditerranéenne à côté de l'actuelle Altea pour l'historien et écrivain espagnol du XVIe siècle Pere Antoni Beuter, le nord de la province de Ciudad Real ou la vallée du haut Júcar pour l'archéologue et historien allemand de la fin du XIXe et du début du XXe siècle Adolf Schulten repris ensuite au XXe siècle par les Britanniques F. W. Walbank et Richard Talbert, ainsi que Jon W. Huss, A. Tovar et U. Händl-Sagawe. Il est même proposé que les Olcades et les Vettons soient le même peuple sous une dénomination différente. La localisation la plus acceptée par l'historiographie actuelle est d'identifier les Olcades comme le peuple qui habite les terres des deux côtés du haut Júcar et qui se trouve à l'est des Carpétans et au nord des Orétans.
Enrique Gozalbes Cravioto situe sur ce territoire un important oppidum préromain dans la commune d'Alconchel de la Estrella à Cerro de la Virgen de la Cuesta qui, en raison de son nom, de sa situation et de sa période de peuplement principal, semble être la meilleure option pour l'emplacement d'Althia. La destruction de ce site semble avoir lieu vers la fin du IIIe et le début du IIe siècle av. J.-C., ce qui correspondrait à la période du sac de la ville par Hannibal Barca. Il reprend une hypothèse déjà émise au XIXe siècle par Miguel Cortès concernant la localisation de la communauté. Alberto José Lorrio Alvarado ne contredit pas la proposition d'Enrique Gozalbes Cravioto mais suggère une deuxième possibilité à Valera de Abajo sur le site de Los Galindos.
Au XVIe siècle, le théologien et historien espagnol Pere Antoni Beuter l'associe à la ville d'Altea en se basant uniquement sur la synonymie des deux noms tandis qu'Antonio de Nebrija propose Ocaña. Aux XVIe et XVIIe siècles, le site semble avoir été confondu avec Carteia dans l'actuelle province de Cadix après de fausses chroniques réalisées par des auteurs aujourd'hui inconnus. Au XVIIIe siècle, le prêtre augustin et historien espagnol Manuel Risco pense qu'il s'agit de la ville celtibère de Cértima. D'autres localisations possibles sont également avancées : Fosos de Bayona à Huete qui aurait eu des murailles imposantes au IIIe siècle av. J.-C. et où des frondes et des projectiles ont été découverts, ou Kelin à Caudete de las Fuentes, évoqué par Martín Almagro Gorbea.
La ville n'étant que peu évoquée par des auteurs postérieurs à Tite-Live (à l'exception d'Étienne de Byzance au VIe siècle qui reprend Polybe), il est difficile de faire l'hypothèse d'un site spécifique ou d'émettre une hypothèse définitive apportant un minimum de garanties,.

### Cerro de la Virgen de la Cuesta

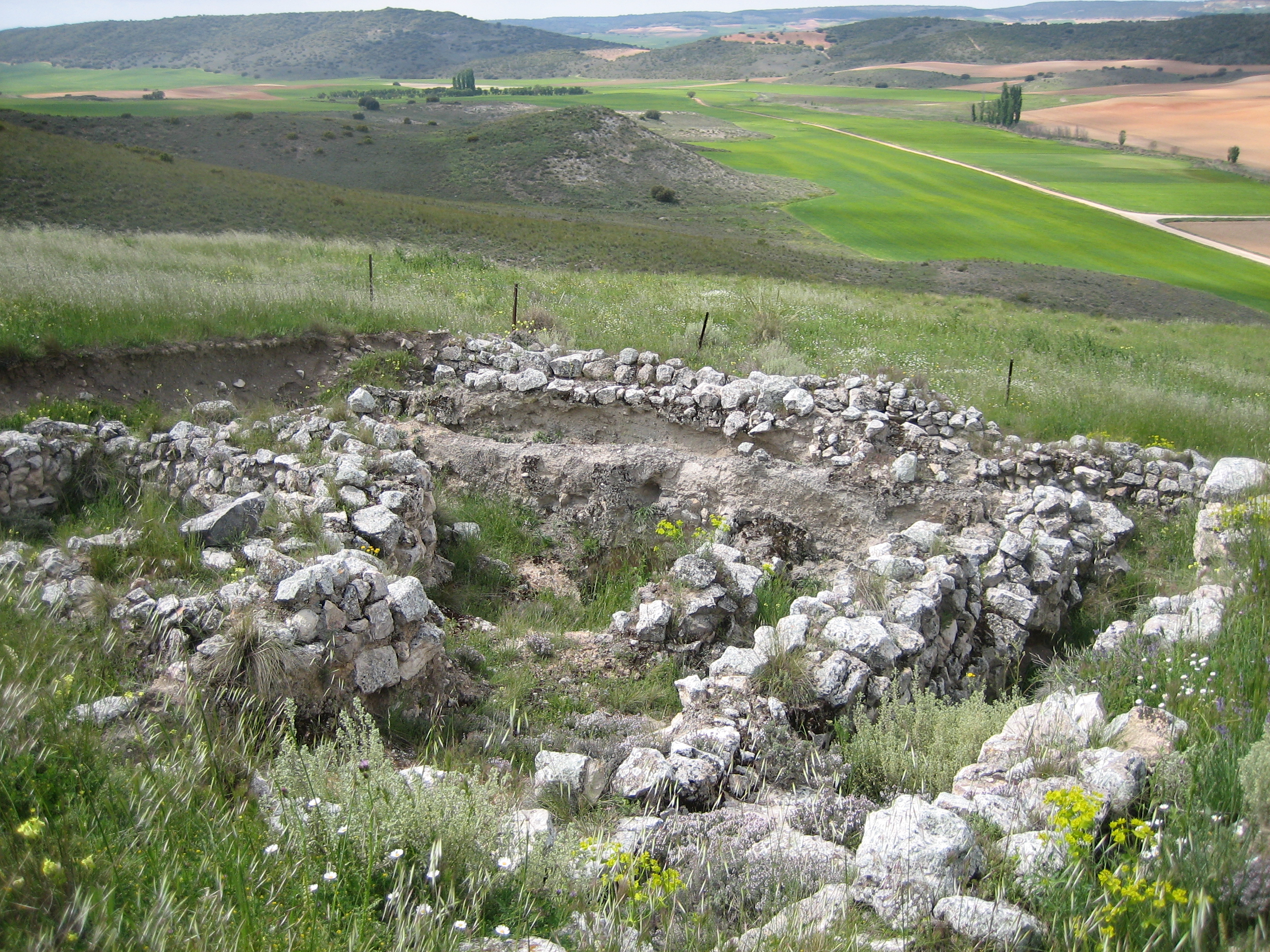
Vestiges de maisons sur le site archéologique de Cerro de la Virgen de la Cuesta, un des sites supposés de la capitale des Olcades.

Le site archéologique de Cerro de la Virgen de la Cuesta à Alconchel de la Estrella est un plateau d'environ 3 hectares situé à 874 m d'altitude et bordé par des pentes abruptes, ce qui lui confère de bonnes caractéristiques défensives. L'oppidum se situe sur la route qui relie la zone du haut Tage (Titulcia, Complutum) à travers la zone de Contrebia Carbica, avec le sud-est de la péninsule. Sa superficie est évaluée à 10 hectares.
Parmi les vestiges préromains découverts sur site se trouvent les restes d'une destruction datée entre la fin du IIIe et le début du IIe siècle av. J.-C., qui pourrait correspondre à la période au cours de laquelle l'assaut carthaginois a eu lieu contre la ville, en 221 av. J.-C..

## Historiographie
Polybe, historien grec du IIe siècle av. J.-C. et otage des Romains, mentionne la capitale des Olcades dans le livre III de ses Histoires en y évoquant l'arrivée de l'armée punique d'Hannibal Barca, le siège qui s'ensuit et la prise rapide de la ville.
Tite-Live, historien romain du Ier siècle av. J.-C., mentionne la capitale sous le nom de Cartala dans son livre XXI de son Ab Urbe condita libri. À la même époque, Strabon, géographe et historien grec, relate des faits qui concernent cette ville avant le début de la deuxième guerre punique dans le livre III de sa Géographie,. La fiabilité de Strabon peut toutefois être remise en cause car il n'a jamais visité l'Hispanie et s'appuie sur le récit de Polybe et du géographe grec du Ier siècle av. J.-C. Posidonios qui, eux, ont visité le territoire mentionné.
Étienne de Byzance, écrivain byzantin du VIe siècle, fait mention de la ville au livre III de son lexique géographique intitulé Ethniques dédié à l'empereur Justinien. Il mentionne également les habitants sous le gentilé de Àlteo, Àltaeo, Alteata ou Àlteano, localise la ville comme voisine de Qart Hadasht et fait référence au livre III des Histoires de Polybe.

#### Fonds antique et médiéval
- Étienne de Byzance, Ethniques.
- Polybe, Histoire (lire sur Wikisource).
- Strabon, Géographie (lire sur Wikisource).
- Tite-Live, Histoire romaine (lire sur Wikisource).